# Elena Linari
Elena Linari, född den 15 april 1994 i Fiesole, är en italiensk fotbollsspelare.

## Karriär
Elena Linari inledde sin seniorkarriär i ACF Firenze år 2008. Hon värvades 2016 av ACF Fiorentina och 2018 av Atlético Madrid Femenino. Efter ett år i FC Girondins de Bordeaux återvände hon 2021 till Italien för spel i AS Roma. Hon har även representerat det italienska damlandslaget där hon debuterade år 2013.